# 盧林 (路易斯安那州)
盧林（英語：Luling）是位於美國路易斯安那州聖查爾斯堂區的一個普查規定居民點。

## 人口
根據2020年美國人口普查的數據，盧林的面積為63.39平方千米，當中陸地面積為60.32平方千米，而水域面積為3.07平方千米。當地共有人口13716人，而人口密度為每平方千米216.37人。